# Gelenipsa psychodidarum
Gelenipsa psychodidarum là một loài bướm đêm trong họ Noctuidae.